# هجرة جميل (مبين)

تعديل مصدري - تعديل

هجرة جميل هي إحدى قرى عزلة مبين بمديرية مبين التابعة لمحافظة حجة، بلغ تعداد سكانها 227 نسمة حسب تعداد اليمن لعام 2004.